# Rüdesheimer Platz
Der Rüdesheimer Platz liegt im Berliner Ortsteil Wilmersdorf und stellt das Zentrum des Rheingauviertels dar. Der Platz ist im Westen flankiert von der Rüdesheimer Straße und im Osten von der Ahrweilerstraße. Die Straßen sind nach Städten und Orten aus dem Rheingau-Taunus-Kreis im Land Hessen benannt. Seit 1972 besteht eine Patenschaft des damaligen Bezirks Wilmersdorf mit dem Landkreis Rheingau-Taunus, eine Partnerschaft seit 1991. Zur Partnerschaft gehört auch seit 1984 der Weinberg im Stadion Wilmersdorf mit Rebstöcken aus dem Rheingau-Taunus (je 100 Reben der Sorten Riesling und Ehrenfelser), aus denen die Winzer die Wilmersdorfer Rheingauperle keltern. Die erste Ernte war im Herbst 1986.

## Entstehung

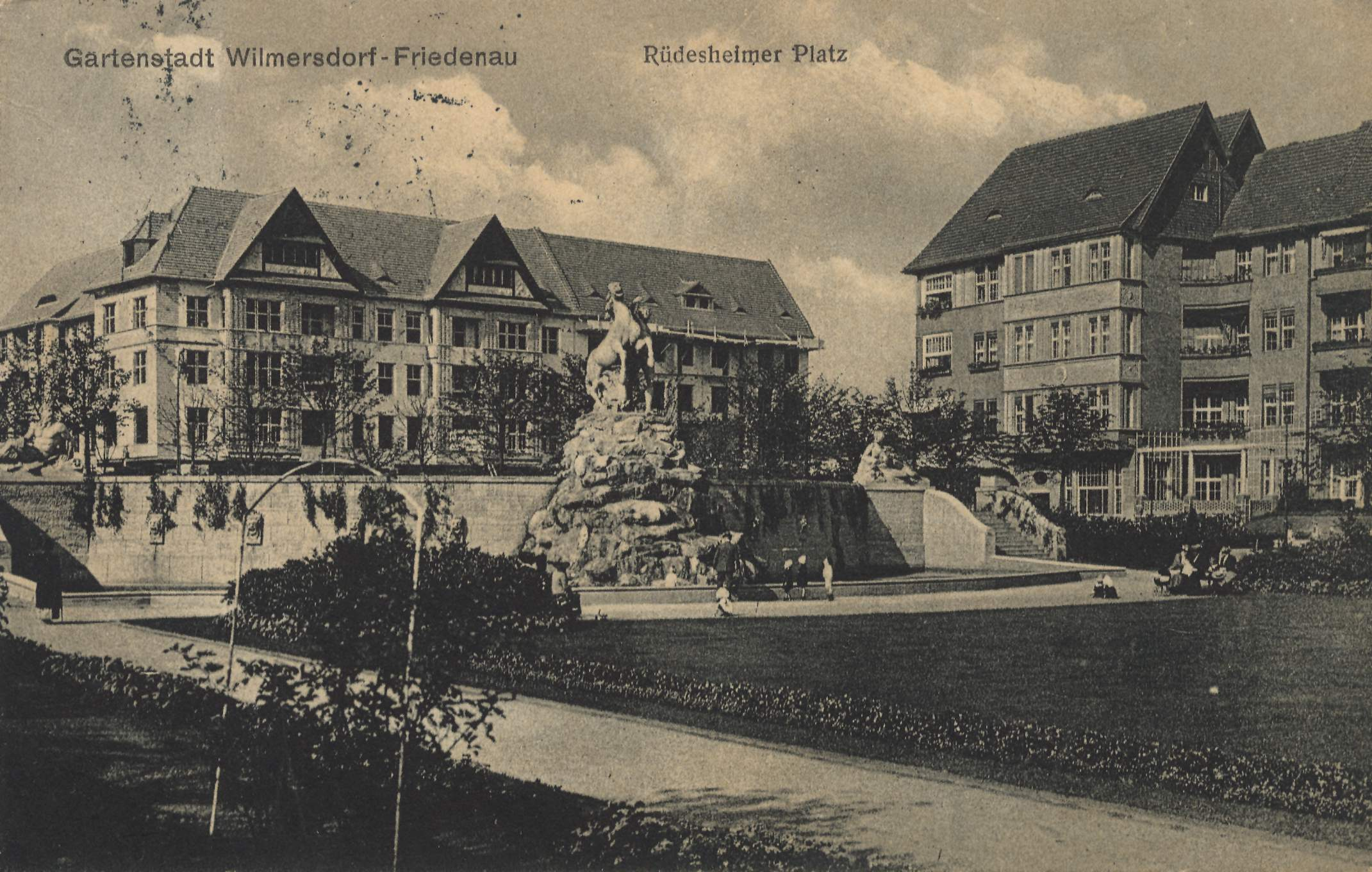
Rüdesheimer Platz, 1920

Der Rüdesheimer Platz wurde um 1905 von dem Berliner Immobilienunternehmer Georg Haberland unter ästhetischen Aspekten und angeregt durch die reformerischen Ideen aus der englischen Landhaus-Architektur geplant. Haberland war Geschäftsführer der Terraingesellschaft Berlin-Südwesten und ein Sohn von Salomon Haberland (Mitglied der Wilmersdorfer Gemeindeverwaltung und Berliner Stadtverordneter). Um einen einheitlichen und trotzdem individuellen Charakter der umgebenden Bebauung zu erhalten, beauftragte er für die Fassadengestaltung aller Gebäude den Architekten Paul Jatzow, während die Grundrisse der einzelnen Häuser von anderen Architekten oder ausführenden Baumeistern geplant wurden.
Die Wohnsiedlung gilt als vorbildliche Frühform aufgelockerter Bauweise im Grünen. So prägen die um 1910 errichteten Mehrfamilienwohnhäuser den gesamten Stadtplatz durch ihre Fassaden, Giebel und auch die Vorgärten, die sogenannten „Gartenterrassen“.

## Erscheinung
Die Grünanlage liegt etwas tiefer und ist durch den alten Baumbestand und die Blumenrabatten eine kleine Oase inmitten der Großstadt. Das gesamte Gebiet wurde 1988 als „Geschützter Baubereich mit Gartendenkmal“ festgesetzt. Zur Eröffnung des U-Bahnhofs Rüdesheimer Platz, gebaut 1911–1913 von Wilhelm Leitgebel, entstand im Auftrag der Stadtväter von Charlottenburg auch die „Gartenterrassenstadt“.

## Interessantes am und auf dem Platz

### U-Bahnhof Rüdesheimer Platz

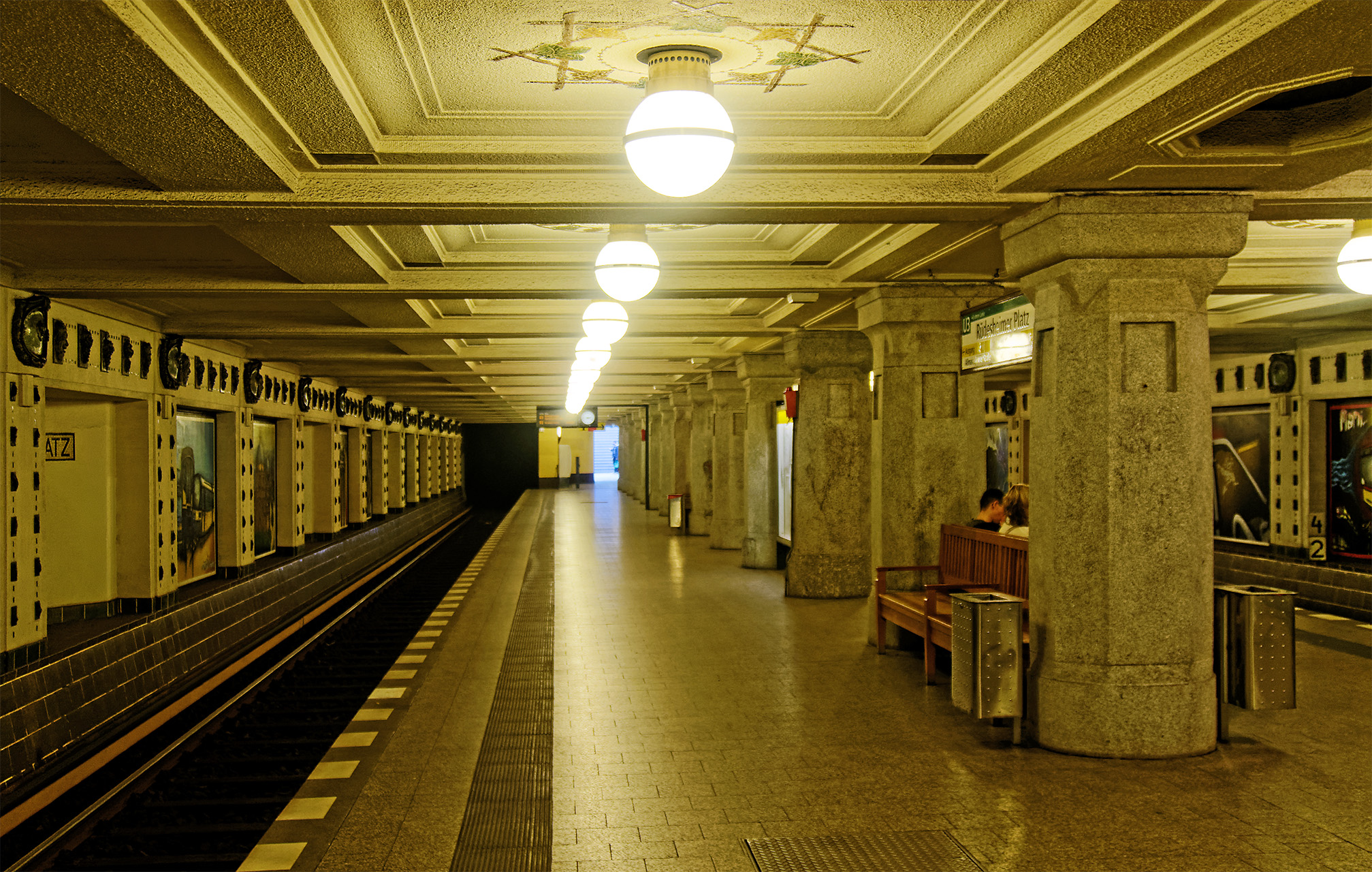
U-Bahnhof Rüdesheimer Platz

Der U-Bahnhof Rüdesheimer Platz entstand im Rahmen des Ausbaus der Wilmersdorf-Dahlemer-Untergrundbahn zwischen Wittenbergplatz und Thielplatz (jetzt: Freie Universität) im Süden der Domäne Dahlem, heute Teilstrecke der Linie U3 von der Warschauer Straße bis zur Krummen Lanke. Eröffnung war am 12. Oktober 1913.
Die damals eigenständige Gemeinde Wilmersdorf legte seinerzeit großen Wert auf die Ausgestaltung der Bahnhöfe. Wie auch die anderen historischen Bahnhöfe der Linie U3 nimmt der U-Bahnhof Rüdesheimer Platz Bezug zu seiner Umgebung. Motive des Weinbaus schmücken in Form von Mosaiken und Keramiken des Künstlers Martin Meyer-Pyritz den Bahnhof.
Von 1987 bis 1988 wurde der Bahnhof saniert und weitgehend in den Vorkriegszustand zurückversetzt. Für die Gestaltung der ehemaligen Werbeflächen hatten die Berliner Verkehrsbetriebe 1986 einen Künstler-Wettbewerb zum Thema „Rhein und Wein“ ausgeschrieben. Den Zuschlag erhielt die Künstlerin Sonja Maria Kantig. Sie nahm die Motive aus der Jugendstilumrahmung der Werbeflächen auf und malte eine phantastische Erzählung aus dem Leben der Weingeister. Am 16. April 1988 fand unter der Leitung des damaligen BVG-Direktors und Vorstandsvorsitzenden Harro Sachße und dem Wilmersdorfer Bürgermeister Horst Dohm eine große Eröffnungsfeier mit Presse, Fernsehen und einem Straßenfest statt.

### Siegfriedbrunnen
Zur Rüdesheimer Straße hin befindet sich auf dem Platz der Siegfriedbrunnen. Die 1911 von Emil Cauer d. J. entworfene Brunnenanlage wird in ihrer Mitte von Siegfried, dem Rosslenker überragt. Flankiert ist er von zwei Skulpturen: zur Rechten von einer Weinkönigin, oft auch als allegorische Figur der Mosel bezeichnet, zur Linken von einer männlichen Skulptur – auch als Vater Rhein beschrieben. Am östlichen Ende, zur Ahrweilerstraße hin, schließt seit Ende der 1970er Jahre ein Kinderspielplatz die Grünanlage ab.

### Historisches Toilettenhäuschen
Ein aus den Resten des ehemaligen Pissoirs vom Goslarer Platz umkonstruiertes „Café Achteck“ konnte am 18. Mai 2006 eingeweiht werden. Die Firma Wall AG sorgte für eine moderne Ausstattung und die Wiederaufstellung. (Lage)

### Straßenbibliothek
Von Anfang September 2010 bis Ende Januar 2011 stand hier eine – „BücherboXX“ genannte – öffentliche Straßenbibliothek. Es handelt sich dabei um ein ausrangiertes und umgebautes Telefonhäuschen (Typ TelH78) der Deutschen Telekom, in dem jeder seine nicht mehr benötigten Bücher ablegen kann, damit sie sich andere ausleihen können. Das Projekt wurde als LSK-Projekt (Lokales Soziales Kapital) mit Mitteln des Europäischen Sozialfonds (ESF) und des Landes Berlin vom Bezirk Steglitz-Zehlendorf gefördert und vom Rat für Nachhaltige Entwicklung mit dem Qualitätslabel „Werkstatt N-Impuls 2011“ ausgezeichnet. Seit Juni 2011 wird die Bücherbox in neuem Gewand als Villa Libris weitergeführt.

### Rheingauer Weinbrunnen
Der Rheingauer Weinbrunnen wird seit 1967 betrieben. An einem – für den Rheingau typischen – Weinprobierstand werden Wein und Sekt aus der Region ausgeschenkt. Er findet in den Sommermonaten von Mai bis September statt. Seit den 1980er Jahren bieten Winzer aus dem Weinbaugebiet Rheingau im Wechsel ihre Weine an. Seit 2005 beteiligen sich auch Winzer aus Winkel, Oestrich und aus Erbach. Der mit dem Besuch des kleinen Weinfestes verbundene Lärm führte schon häufig zu Streit mit Anwohnern. Das Bezirksamt hat daraufhin strenge Auflagen erlassen: der Weinstand muss um 21:30 Uhr geschlossen werden, bis 21:45 Uhr können die Pfandgläser noch zurückgegeben werden. Eine Sicherheitsfirma sorgt dann für das Verlassen des Weinbrunnen-Areals, das schließlich noch mit einem Baustellengitter abgeschlossen wird. Trotzdem hat am 11. Juni 2014 ein Anwohner beim Berliner Verwaltungsgericht einen Eilantrag auf Rücknahme der Schankerlaubnis gestellt, unterlag jedoch 2016 im Hauptsacheverfahren.

## Medien
Der Rüdesheimer Platz diente als Inspiration für den Liedermacher Manfred Maurenbrecher, der im Jahr 2011 danach das Lied Paradies Rüdi textete und komponierte. In seinen Auftritten wird es des Öfteren dargeboten.
Im Jahr 2015 kürte die New York Times die angrenzende Rüdesheimer Straße stellvertretend für den gesamten Kiez zu einer der zwölf schönsten Straßen Europas.